# WT1190F

Aufnahme von WT1190F durch die University of Hawaii

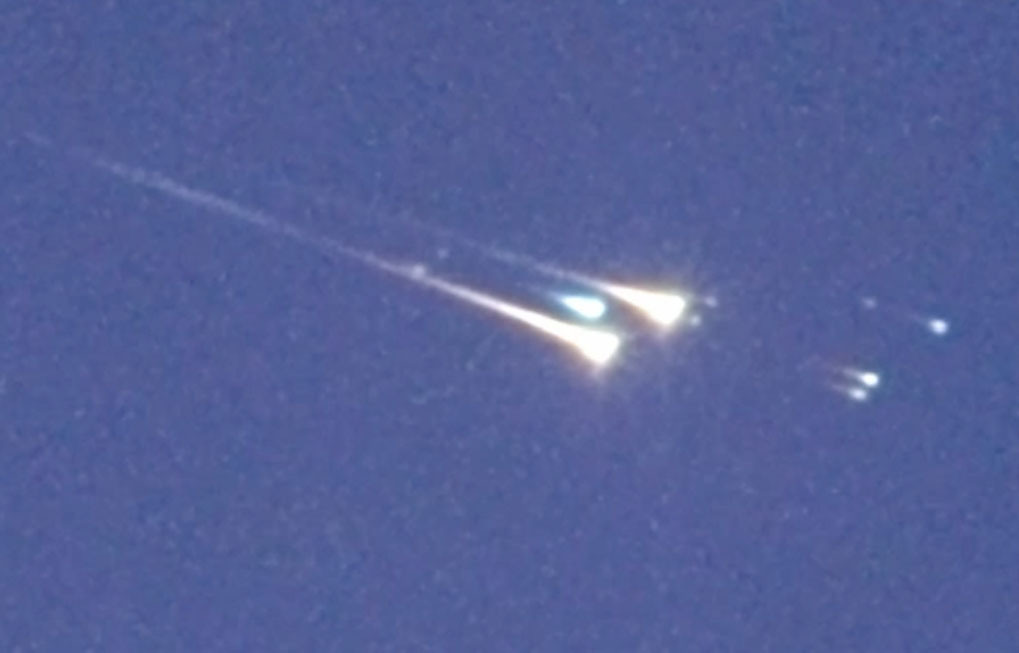
Verglühen von WT1190F südlich von Sri Lanka am 13. November 2015

WT1190F war ein künstliches Objekt, das am 13. November 2015 in die Erdatmosphäre eingetreten ist. Man ging zunächst davon aus, dass es sich bei diesem Objekt um Weltraumschrott mit einer Größe von 0,7 bis 2 Metern und einer Masse von 250 bis 2000 kg handelte. Eine 2016 veröffentlichte wissenschaftliche Arbeit des Jet Propulsion Laboratory der NASA kommt zum Schluss, dass es sich bei diesem Teil sehr wahrscheinlich um das translunar injection module (ein Antriebsbestandteil) der Raumsonde Lunar Prospector handelte, die von 1998 bis 1999 den Mond erforschte.

## Entdeckung
Zuerst entdeckt wurde WT1190F am 18. Februar 2013 durch das Institut Catalina Sky Survey. Weitere Sichtungen fanden am 29. November 2013 und am 3. Oktober 2015 statt. Bei der letzten Sichtung wurde daraufhin festgestellt, dass es sich um das bereits zuvor zwei Mal gesehene Objekt handelte und dieses am 13. November 2015 beim Eintritt in die Atmosphäre nahe Sri Lanka verglühen würde. Die Wiedereintrittsparameter waren für Weltraummüll ungewöhnlich. Der Eintrittswinkel war sehr steil und die Geschwindigkeit sehr hoch (11,3 km/s). Dieses wiederum ermöglichte die sehr genaue Berechnung von Eintrittsort und Zeit.

## Beobachtung des Eintritts
Vom Boden aus war der Eintritt aufgrund der Bewölkung nicht zu sehen. Das „International Astronomical Center (IAC)“ und die „United Arab Emirates Space Agency“ hatten jedoch eine Gulfstream G450 gechartert, damit das Ereignis über der Wolkendecke beobachtet und dokumentiert werden konnte. Einer der dreizehn Wissenschaftler an Bord war Peter Jenniskens vom SETI-Institut, der den ersten vorausberechneten Asteroidenabsturz (2008 TC3) eingehend untersucht hatte. Mit Unterstützung der NASA stellte er das internationale „Next TC3 Consortium“ zusammen, welches sich mit dem Entdecken von bevorstehenden Asteroideneinschlägen befasst. Außerdem waren das Ames Research Center der NASA, das Clay Center Observatory in Massachusetts, die Embry-Riddle Aeronautical University und über die ESA auch die Universität Stuttgart mit zwei Wissenschaftlern (Stefan Löhle und Fabian Zander) vertreten.
Wie erwartet fand der Eintritt um 06:18 UTC statt. Das verglühende Objekt konnte sogar mit dem bloßen Auge beobachtet werden. Der Eintritt wurde bei sichtbaren und unsichtbaren Spektralbereichen fotografiert und gefilmt. 
Dieses Ereignis wurde auch dazu verwendet, Verfahren und Abläufe zu üben und zu verbessern, die zur Anwendung kommen, wenn ein Asteroid sich der Erde nähert. In diesem Falle sind Bahnbestimmung und Vorhersage des Absturzpunkts äußerst wichtig.